# Фосфид триниобия
Фосфид триниобия — неорганическое соединение металла ниобия и фосфора 
с формулой Nb3P,
тёмно-серые кристаллы,
не растворимые в воде.

## Получение
- Спекание порошкообразного ниобия и красного фосфора:

{\displaystyle {\mathsf {3Nb+P\ {\xrightarrow {T}}\ Nb_{3}P}}}

## Физические свойства
Фосфид триниобия образует тёмно-серые кристаллы
тетрагональной сингонии,
пространственная группа P 42m,
параметры ячейки a = 1,0128 нм, c = 0,5089 нм, Z = 8.
Не растворяется в воде.